# Fusil Tabatière
El fusil Tabatière, Tabatiere o Schneider-Tabatière fue un arma de fuego de retrocarga del ejército francés obtenida en 1867 con la modificación de fusiles y carabinas de avancarga.

## Historia

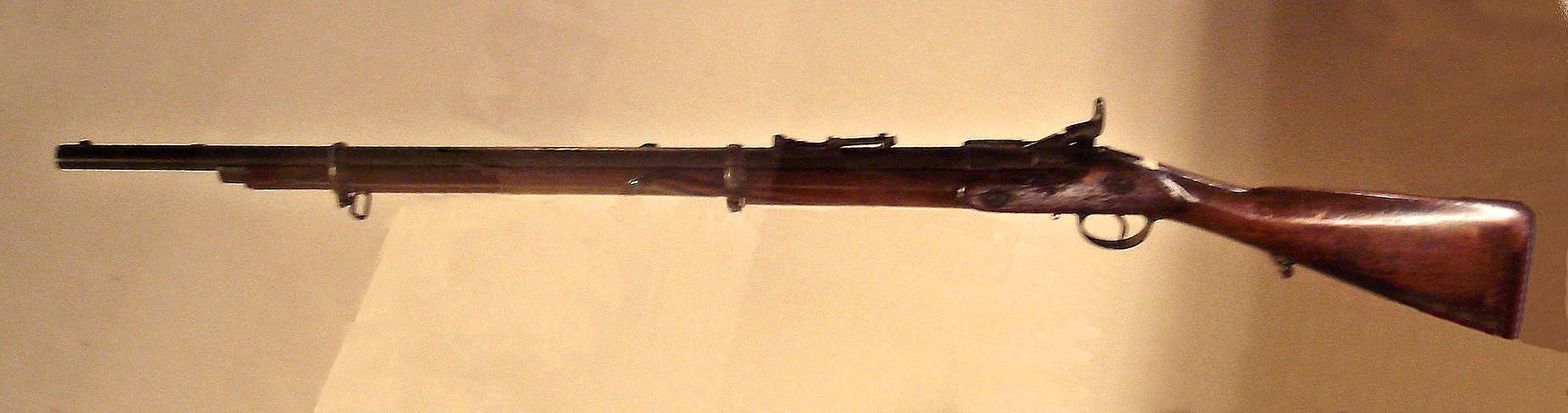
Fusil Snider-Enfield.

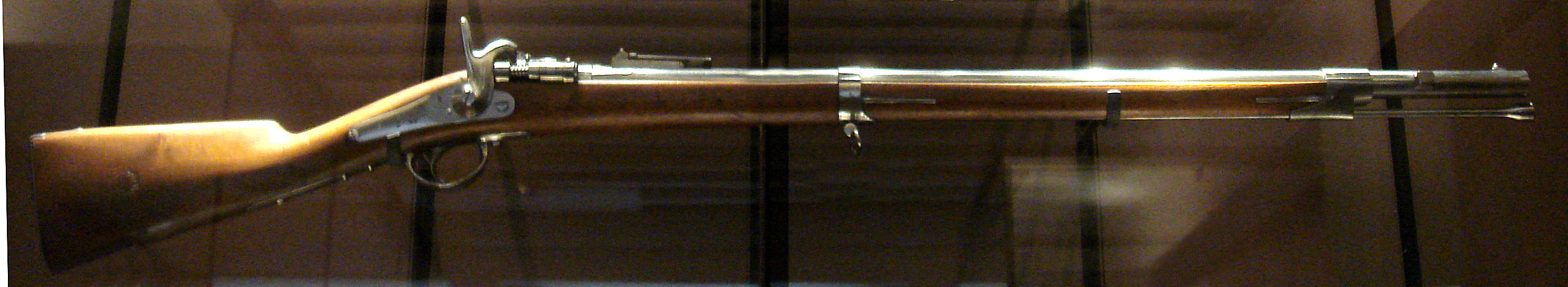
Carabina Tabatière, 1867.

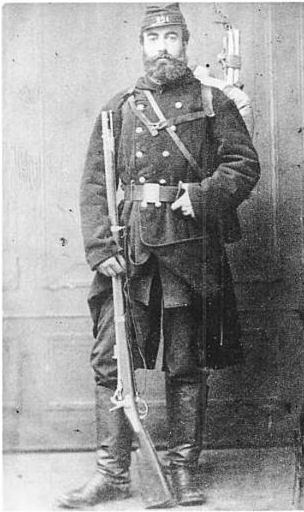
Soldado de la Guardia Nacional francesa con un fusil Tabatière, 1870.

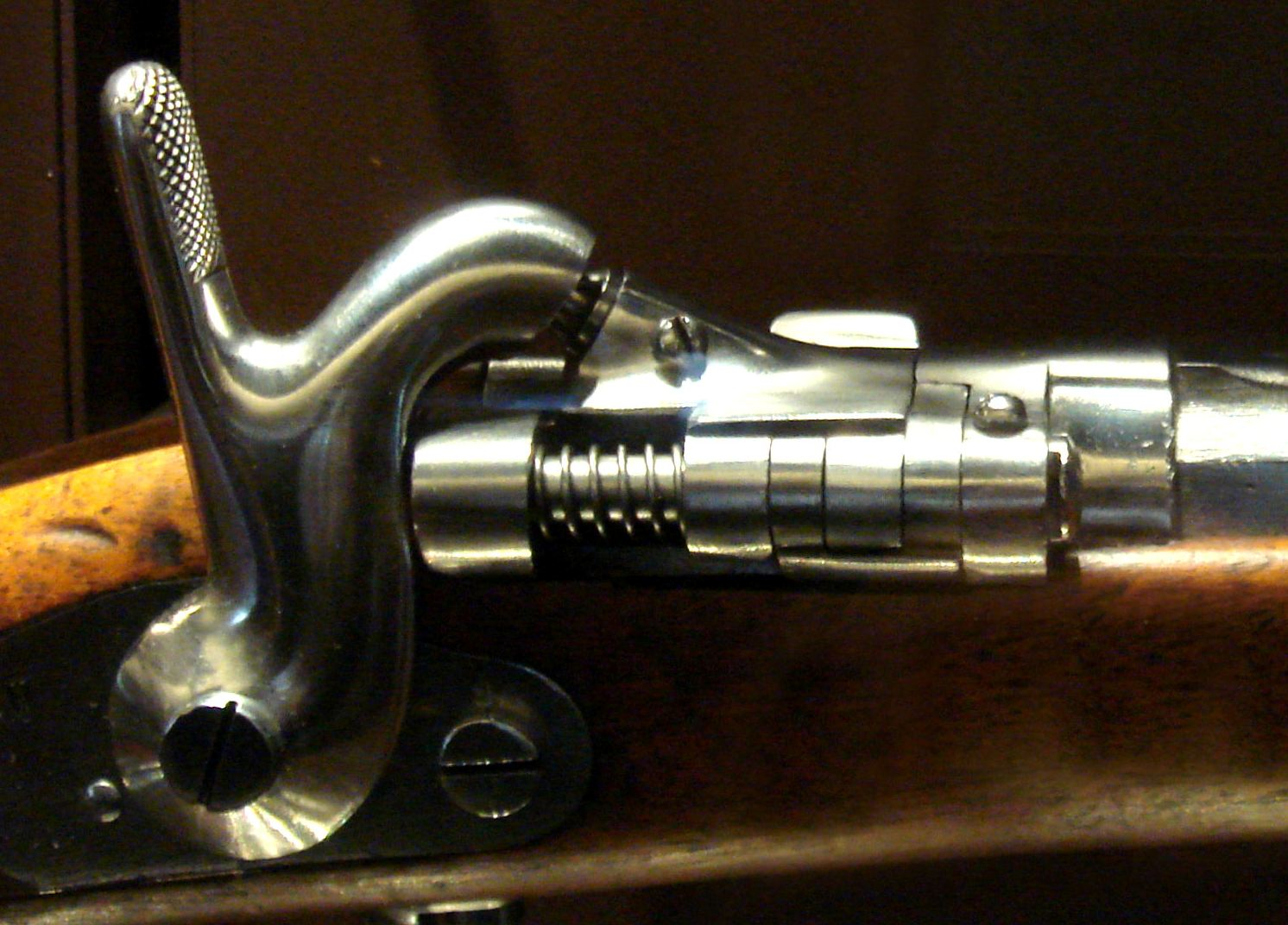
Mecanismo del Tabatière, 1867.

A mediados del siglo XIX para reducir sus costos de defensa los estados con capacidad industrial militar procuraron transformar sus viejos fusiles de avancarga en armas de retrocarga, especialmente tras la aplastante victoria prusiana en la guerra austro-prusiana de 1866 que puso de manifiesto la clara superioridad en combates de media distancia de los fusiles Dreyse de cerrojo frente a los Lorenz de avancarga.
Gran Bretaña convirtió los fusiles Enfield Modelo 1853 (Pattern 1853 Enfield), que se encontraba entre las mejores armas de avancarga de la época, adaptándolos al sistema del estadounidense Jacob Snider. El resultado, el Snider-Enfield, triplicó la velocidad de disparo se convirtió en el arma principal del ejército británico hasta 1874, cuando fue sustituido por el Martini-Henry, incorporado en 1871.
Mientras que otros estados europeos (Holanda, Dinamarca) adoptaron el sistema Snider, el Segundo Imperio Francés intentó ahorrarse también los derechos de patente adoptando el 16 de mayo de 1867 el sistema del armero francés G.Schneider, similar al británico.
Dado que las fábricas del estado se hallaban por completo abocadas a la producción del nuevo fusil Chassepot de retrocarga, la modificación de los viejos fusiles y carabinas de avancarga modelos Minié 1853T, 1854 y 1857-59 (Carabine de Chasseur) fue encargada a la industria militar privada.
Los fusiles modificados, llamados "a tabatière" debido a que la apertura de la cubierta se parecía a una tabaquera, fueron destinados inicialmente a tropas de segunda línea en parte por su excesivo peso y la escasa exactitud del alza pero principalmente por la diversidad de calibres de un arma a otra lo cual generaba serios problemas con la munición, por otra parte de elevado calibre, 17,8 mm.
Con la movilización general durante la Guerra Franco-prusiana, los Tabatière llegaron a la primera línea del frente, donde resultaron muy impopulares. Tras la derrota francesa, miles de ellos fueron llevados como botín de guerra al Imperio alemán para ser vendidos a terceros países, mientras que Francia se deshacía de los restantes como rezagos de guerra.
Aún en 1880 ese tráfico continuaba. Ese año, el gobierno de la Provincia de Buenos Aires (República Argentina), directamente o por cuenta del importador porteño Juan López, adquirió en Alemania y Francia alrededor de 5000 Tabatière con 500.000 cartuchos (unos 100 cartuchos por fusil) que consiguieron pasar a Buenos Aires el 1 de junio de 1880 pese al bloqueo del gobierno nacional.
El 14 de junio eran distribuidos 2000 de ellos entre los batallones de la Guardia Nacional de la Provincia de Buenos Aires (con cien cartuchos por arma) y los del Tiro Nacional (con unos 50, exceptuando los batallones Mitre y Sosa que recibieron sólo entre quince y veinte) y sin tiempo de entrenamiento fueron utilizadas pocos días después, durante las sangrientas jornadas de la Revolución de 1880. La escasez de munición, que permitía unos pocos minutos de fuego, fue una de las principales causas de la derrota rebelde y resultó especialmente grave para aquellos armados con fusiles Tabatière por los problemas de calibre propios del arma.